# Gouvernement Poltawa

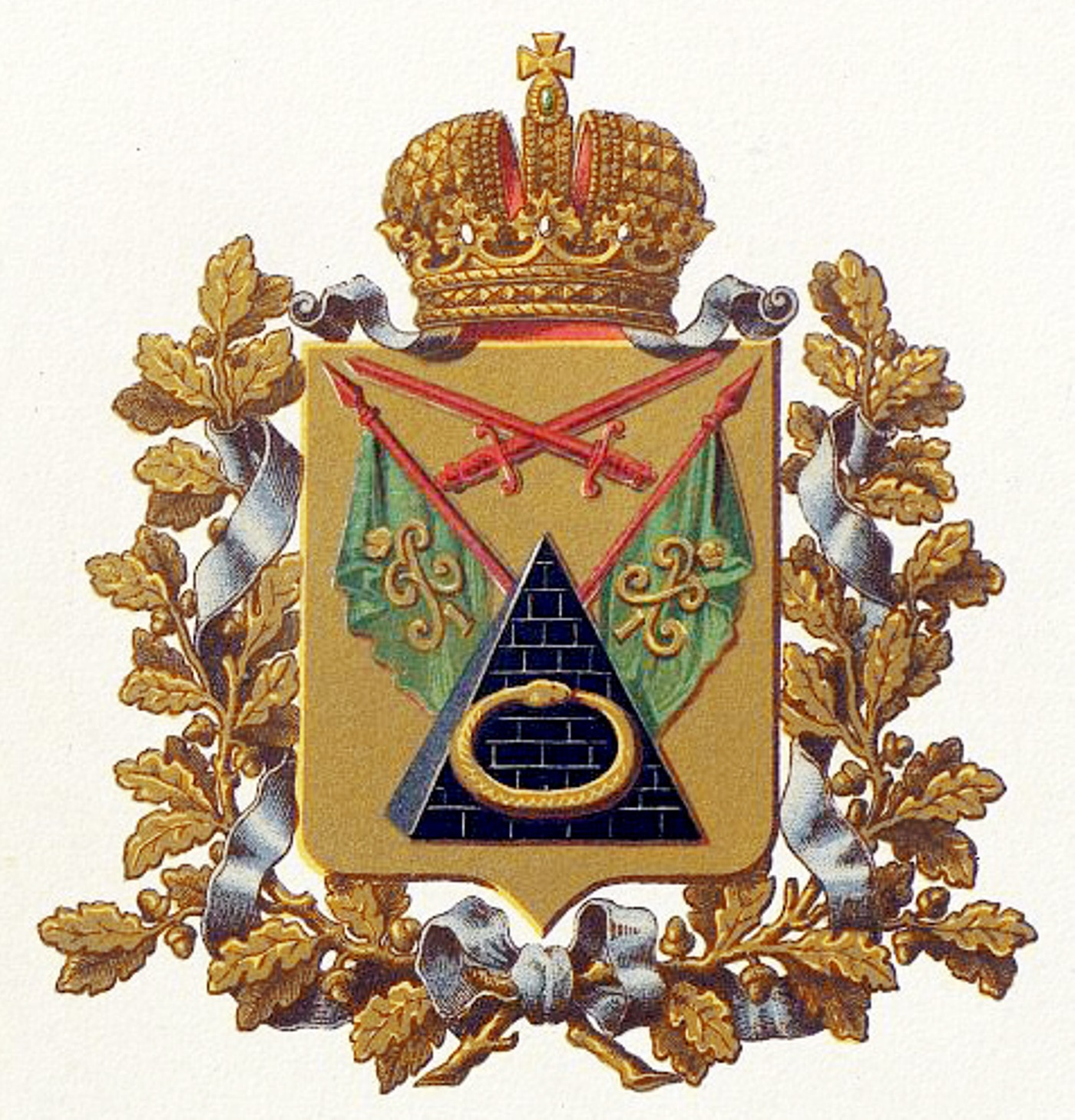
Wappen des Gouvernements

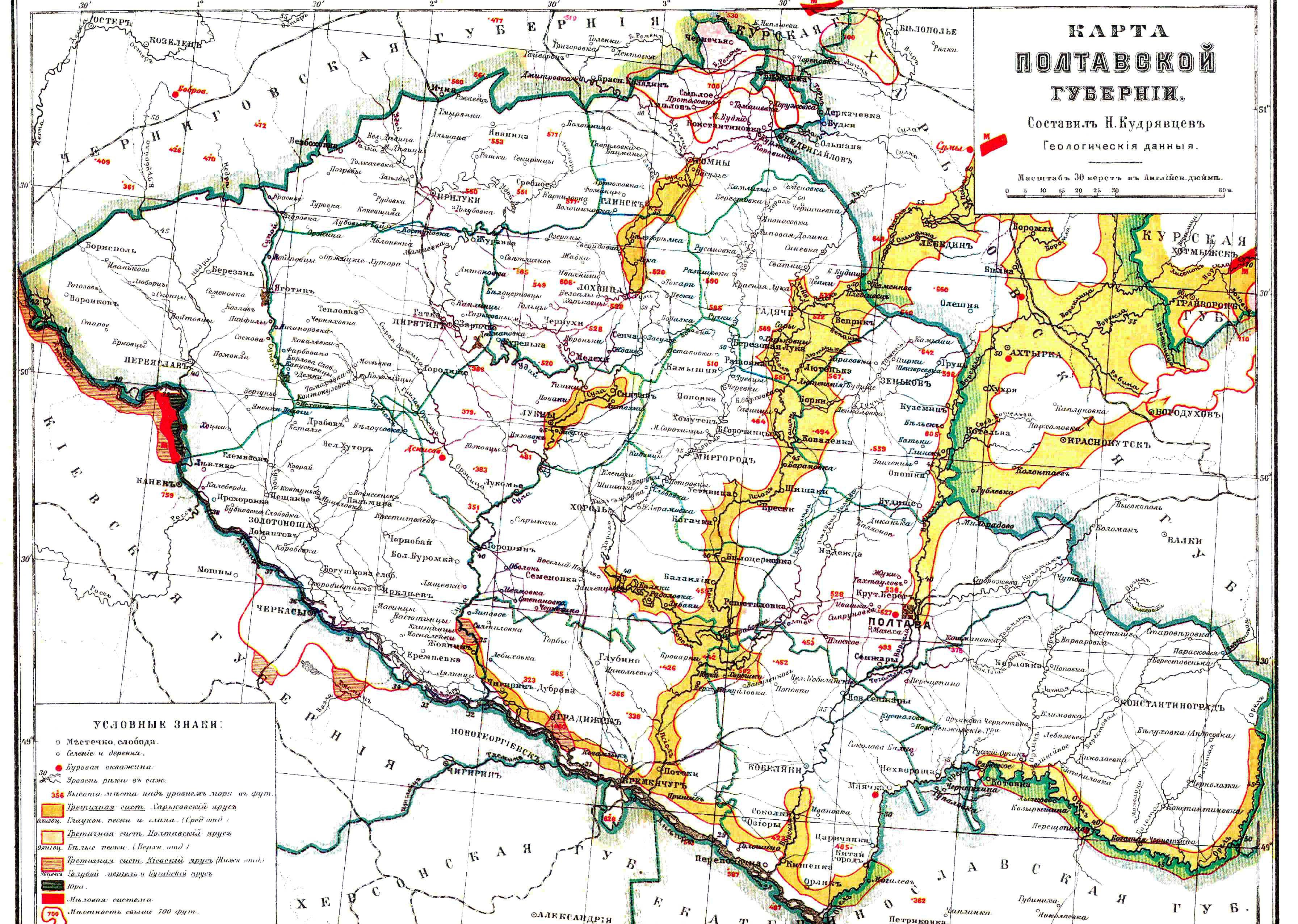
Gouvernement Poltawa im späten 19. Jahrhundert

Das Gouvernement Poltawa (russisch Полтавская губерния/Poltawskaja gubernija, ukr. Полтавська губернія/Poltaws’ka hubernija) war ein Gouvernement (Gubernija/губерния) des russischen Kaiserreiches. Es lag im Zentrum der heutigen Ukraine. Im Südwesten bildete der Dnepr die Grenze zum Gouvernement Kiew. Im Nordosten grenzte es an das Gouvernement Charkow und im Süden an die Gouvernements Jekaterinoslaw und Cherson. 
Entstanden war es 1802 aus der Südhälfte des Kleinrussischen Gouvernements. Aus dessen Nordhälfte wurde bei dieser Teilung das Gouvernement Tschernigow. 
Der Name Kleinrussisches Gouvernement ging auf jene Zeit zurück, als in der Nähe des Dnepr die polnisch-russische Grenze verlief, große Teile der Ukraine also nicht zu Russland gehörten.
Das Gouvernement Poltawa hatte eine Fläche von 49.365 km².
Es war in 15 Ujesde eingeteilt:
- Gadjatsch/Гадячь (ukr. Hadjatsch/Гадяч)
- Senkow/Зеньковъ (ukr. Sinkiw/Зіньків)
- Solotonoscha/Золотоноша
- Kobeljaki/Кобеляки (ukr. Kobeljaky/Кобеляки)
- Konstantinograd/Константиноградъ (ukr. Berestyn/Берестин)
- Krementschug/Кременчугъ (ukr. Krementschuк/Кременчук)
- Lochwiza/Лохвица (ukr. Lochwyzja/Лохвиця)
- Lubny/Лубны (ukr. Lubny/Лубни)
- Mirgorod/Миргородъ (Myrhorod/Миргород)
- Perejaslaw/Переяславъ (ukr Perejaslaw/Переяслав)
- Pirjatin/Пирятинъ (Pyrjatyn/Пирятин)
- Poltawa/Полтава
- Priluki/Прилуки (ukr. Pryluky/Прилуки)
- Romny/Ромны (ukr. Romny/Ромни)

Mit der Etablierung der Ukrainischen Sowjetrepublik wurde auch das Gouvernement Poltawa ein Teil derselben. Nach mehreren Veränderungen der Verwaltungsstruktur wurden dann 1925 die Gouvernements aufgelöst und an die Stelle des Gouvernements Poltawa traten die sieben Okrugs (1925 offizielle, russische Schreibweisen):
- Solotonoscha/Золотоноша
- Krasnohrad/Красноград
- Krementschug/Кременчуг
- Lubny/Лубни
- Poltawa/Полтава
- Priluki/Прилуки
- Romny/Ромни

## Statistik
Das Gouvernement hatte im Jahre 1897 2.778.151 Einwohner. Davon waren 2.583.133 Ukrainer, 110.352 Juden, 72.941 Russen und es gab daneben kleinere Gruppen von Deutschen, Polen und Weißrussen.